# Shanghu (sockenhuvudort i Kina, Jiangxi Sheng, lat 28,35, long 115,33)
Shanghu är en sockenhuvudort i Kina. Den ligger i provinsen Jiangxi, i den sydöstra delen av landet, omkring 66 kilometer sydväst om provinshuvudstaden Nanchang. Antalet invånare är 24 365. Befolkningen består av 11 605 kvinnor och 12 760 män. Barn under 15 år utgör 19,0 %, vuxna 15-64 år 71 %, och äldre över 65 år 9,0 %.
Runt Shanghu är det tätbefolkat, med 331 invånare per kvadratkilometer. Närmaste större samhälle är Shinao, 6,1 km nordväst om Shanghu. Trakten runt Shanghu består till största delen av jordbruksmark.
Genomsnittlig årsnederbörd är 2 092 millimeter. Den regnigaste månaden är maj, med i genomsnitt 337 mm nederbörd, och den torraste är oktober, med 32 mm nederbörd.